# Assommons les pauvres
 (juillet 2025).
Pour plus de détails, voir Fiche technique et Distribution.
Assommons les pauvres est un court métrage français réalisé en 1967 par Jean-Pierre Lajournade, sorti en 1969. 

## Fiche technique
- Titre : Assommons les pauvres
- Réalisation : Jean-Pierre Lajournade
- Scénario : Jean-Pierre Lajournade
- Production : Jean-Pierre Lajournade
- Pays d'origine :  France
- Durée : 15 minutes
- Date de sortie : 1969

## Distribution
- Jean-Pierre Lajournade
- Thierry Garrel